# 花崎皋平
花崎 皋平（はなざき こうへい、1931年6月22日 - ）は、日本の著述家、翻訳家、詩人、哲学者。

## 略歴
東京出身。1954年東京大学文学部哲学科卒業。1964年より、北海道大学の西洋哲学の教員となる。マルクス主義の研究などが専門。北海道大学助教授を務めたのち、1971年に自主退官。
1966年、「ベトナムに平和を!市民連合」の札幌の運動「札幌ベ平連」の結成に加わる。立上げ集会は、すすきのの東本願寺での、アメリカの反戦活動家ハワード・ジンと小田実の講演会であった。アメリカ軍兵士の脱走支援運動にも、参加している。1970年11月16日、デモ参加者の女性をかばい公務執行妨害罪で逮捕されるが、釈放となる
1970年、北大全共闘関係者による北大本部封鎖事件の被告人の学生の特別弁護を行う。1971年11月に、北海道大学を退職する。翻訳や執筆で生活を維持する。
1970年、伊達火力発電所の建設が決定され、1973年に着工となるが、その建設反対闘争に支援者として関わり注目される。泊原発反対運動にも関わっている。
マルクス主義、市民運動や住民運動、アイヌ民族に関連した執筆活動を行っている。マルクス主義では、マルクス・エンゲルスの著作「ドイツ・イデオロギー」の翻訳本を合同出版から出している。また、アイヌ民族の境遇に同情的な松浦武四郎を研究した『静かな大地 - 松浦武四郎とアイヌ民族』（岩波書店）がある。
1989年、ピープルズプラン21世紀国際民衆行事で、世界先住民族会議の運営事務局に参加。1990年に発足したさっぽろ自由学校「遊」で、発足当時から2005年まで共同代表の一人となる。
ピープルズ・プラン研究所を武藤一羊とともに創設。
2005年、元自民党代議士の箕輪登が提起した「自衛隊イラク派兵差止北海道訴訟」に、原告として加わる。
2010年、長編詩『アイヌモシリの風に吹かれて』が第43回小熊秀雄賞受賞。

## 著書
- 『明日の方へ 詩集』（国文社、ピポー叢書） 1956
- 『年代記 詩集』（国文社） 1959
- 『マルクスにおける科学と哲学』（盛田書店） 1969、のち社会思想社 1972
- 『力と理性 実践的潜勢力の地平から』（現代評論社） 1972
- 『風はおのが好むところに吹く』（田畑書店） 1976
- 『いのちをわかちあう』（田畑書店） 1980
- 『生きる場の哲学 共感からの出発』（岩波新書） 1981
- 『生きる場の風景 その継承と創造』（朝日新聞社） 1984
- 『地域をひらく 生きる場の構築』（農山漁村文化協会） 1985
- 『解放の哲学をめざして 衆愚は天に愚ならず』（有斐閣） 1986
- 『学問に何ができるか』（河合ブックレット） 1987
- 『静かな大地 松浦武四郎とアイヌ民族』（岩波書店） 1988、のち同時代ライブラリー、岩波現代文庫
- 『民衆主体への転生の思想 弱さをもって強さに桃む』（七つ森書館） 1989
- 『思想の海へ「解放と変革」 島々は花綵 - ヤポネシア弧は物語る』（社会評論社） 1990
- 『アイデンティティと共生の哲学』（筑摩書房） 1993
- 『タイ・カンボジアを歩く 民から民へ』（岩波ブックレット） 1993
- 『個人 / 個人を超えるもの』（岩波書店、21世紀問題群ブックス） 1996
- 『〈共生〉への触発 脱植民地・多文化・倫理をめぐって』（みすず書房） 2002
- 『〈じゃなかしゃば〉の哲学　ジェンダー・エスニシティー・エコロジー』（インパクト出版会） 2002
- 『どこへ行く?』（自由学校「遊」ブックレット） 2003
- 『ピープルの思想を紡ぐ』（七つ森書館） 2006
- 『田中正造と民衆思想の継承』（七つ森書館） 2010
- 『風のとおる道 詩集』（北溟社） 2012
- 『天と地と人と 民衆思想の実践と思索の往還から』（七つ森書館） 2012
- 『生きる場の思想と詩の日々』（藤田印刷エクセレントブックス） 2022

### 共著
- 『朋あり遠方より来る 現場からの哲学』（北沢恒彦, 渋谷定輔共著、風媒社） 1976
- 『社会的左翼の可能性 労働運動と住民運動』（清水慎三共著、新地平社） 1985
- 『あきらめから希望へ 生きる場からの運動』（高木仁三郎共著、七つ森書館） 1987
- 『あきらめから希望へ 高木仁三郎対論集』（高木仁三郎, 前田俊彦共著 七つ森書館） 2011

### 編書
- 『島々は花綵 ヤポネシア弧は物語る』（編著、社会評論社、思想の海へ「解放と変革」） 1990
- 『マングローブ』（鶴見良行、みすず書、房鶴見良行著作集7） 1999
- 『歩く学問』（鶴見良行、みすず書房、鶴見良行著作集10） 2001
- 『風の吹きわける道を歩いて 現代社会運動私史』（七つ森書館） 2008

## 翻訳
- 『鳩のとびたち 詩集』（ヘルムリン、国文社、ピポー叢書） 1955
- 『アンドレ・ブルトンと超現実主義』（小海永二共訳編、昭森社、二〇世紀芸術叢書） 1959
- 『ドイツ・イデオロギー 新版』（K・マルクス, F・エンゲルス、合同新書） 1966
- 『具体性の弁証法』（カレル・コシーク、せりか書房） 1969
- 『資本論の弁証法』（E・V・イリエンコフ、合同出版） 1972
- 『マルクスと革命』（エルンスト・ブロッホ他、紀伊国屋書店） 1972
- 『現代マルクス主義認識論』（アルフレート・シュミット編、青山政雄共訳、河出書房新社） 1973
- 『現代ヨーロッパ社会思想史』（ジョルジュ・ルフラン、社会思想社） 1976
- 『マルクス主義と個人』（アダム・シャフ、岩波書店） 1976
- 『具体的なものの弁証法』（カレル・コシーク、せりか書房） 1977
- 『親族の基本構造』（クロード・レヴィ＝ストロース、馬淵東一, 田島節夫監訳、鍵谷明子, 小川正恭, 喜多村正共訳、番町書房） 1977 - 1978
- 『歴史と構造 マルクス主義的歴史認識論の諸問題』（アルフレード・シュミット、法政大学出版局、叢書・ウニベルシタス） 1977
- 『言語と意識の起原』（チャン・デュク・タオ、岩波現代選書） 1979
- 『不等価交換と価値法則』（サミール・アミン、亜紀書房） 1979
- 『社会現象としての疎外』（アダム・シャフ、岩波書店） 1984